# Handbok

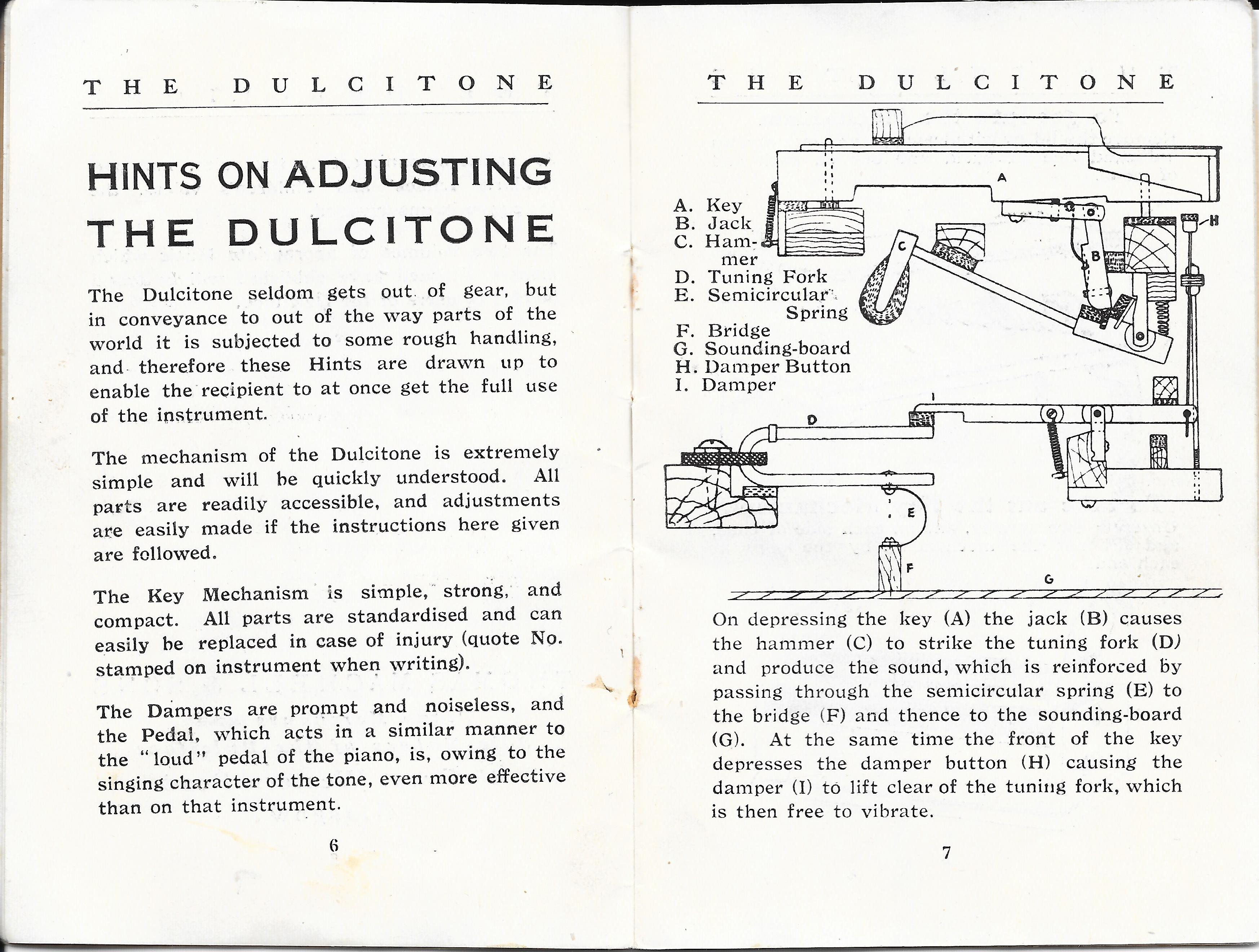
En handbok för en dulcitone.

Handbok, instruktionsbok, vägledning eller manual är en speciell typ av bruksanvisning, avsedd att användas som referens för den som redan är bekant med de allmänna koncepten. En beskrivning av ett programspråk, dess syntax och funktioner, eller en bruksanvisning för ett större datorprogram kan finnas i form av en handbok, liksom beskrivningar av hur en apparat skall underhållas.
Mera omfattande handböcker kan närmast ha karaktären av referensverk eller specialiserade uppslagsverk.